# Atic Atac
Atic Atac es un videojuego de terror de ZX Spectrum realizado en 1983 por la compañía Ultimate Play The Game, nombre comercial de Ashby Computers&Graphics, se trata de una de las compañías más valoradas de software de 8 bits. El juego fue desarrollado por los hermanos Tim y Chris Stamper, creadores de la compañía en 1982.
El juego es un arcade con toques de videoaventura, nos sitúa en un castillo del que debemos escapar, para lo cual debemos recorrerlo en busca de las tres piezas que forman la llave que nos permitirá huir. En este caso, los hermanos Stamper nos brindan la posibilidad de escoger tres personajes para encarnar al héroe de la aventura: un caballero, un mago o un ladrón. La elección de un personaje u otro determinará un arma específica y unas habilidades particulares que le permitirán atravesar reloje u otros elementos del mapeado.
El juego presenta una vista aérea, en la que nuestro protagonista se puede mover en todas las direcciones. Es el primer juego de Ultimate Play The Game que introducía ya cierta tridimensionalidad en su diseño. En el camino el protagonista encontrará gran multitud de enemigos, a los que deberemos ir eliminando con nuestras armas. Además nuestra arma rebota en las paredes por lo que incluso podemos disparar de espaldas. Cualquier roce con estos enemigos nos restará energía, la cual aparece representada en la parte derecha de la pantalla por un suculento pollo asado que se irá consumiendo y que al quedarse en los huesos nos hará perder una vida.
Además de estos enemigos, existen otros de mayor nivel como Drácula, Frankenstein, etc, estos solo podrán eliminarse con objetos concretos que se encuentran distribuidos por el mapeado y que debemos encontrar, al eliminarlos pordremos acceder a otras zonas del castillo. También encontramos en nuestro recorrido trampillas y pozos por los que podemos acceder a otras zonas.
A nivel gráfico Atic Atac destaca sobre todo por el diseño de los personajes y enemigos con gran nivel de detalle y por un movimiento muy rápido y suave.
Una vez reúna las tres partes de la llave, nuestro protagonista podrá abrir la gran puerta del castillo y escapar de él para siempre, como curiosidad la llave lleva las iniciales ACG que son también las de Ashby Computers&Graphics, nombre real de la empresa, aunque la marca comercial fuera Ultimate Play The Game.
Atic Atac es el último título lanzado por Ultimate en 1983 y es el precursor de la época dorada de esta compañía que en el año siguiente lanzaría su famosa trilogía de Sabreman con juegos como Sabre Wulf, Underwurlde y Knight Lore.